# Forêts tempérées de l'Extrême-Orient russe
Localisation
Les forêts tempérées de l'Extrême-Orient russe forment une région écologique identifiée par le Fonds mondial pour la nature (WWF) comme faisant partie de la liste « Global 200 », c'est-à-dire considérée comme exceptionnelle au niveau biologique et prioritaire en matière de conservation. Elle regroupe deux écorégions terrestres de forêts de feuillus et forêts mixtes tempérées de l'Extrême-Orient russe :
- les forêts de feuillus et mixtes de l'Oussouri
- les forêts mixtes du Sud de Sakhaline et des Kouriles